# Acanthoscelides guazumae
Acanthoscelides guazumae là một loài bọ cánh cứng trong họ Bruchidae. Loài này được Johnson & Kingsolver miêu tả khoa học năm 1971.